# Rhinoppia nasuta
Rhinoppia nasuta är en kvalsterart som först beskrevs av Johann Wilhelm Karl Moritz 1965.  Rhinoppia nasuta ingår i släktet Rhinoppia och familjen Oppiidae. Inga underarter finns listade i Catalogue of Life.